# Pfahlbaumuseum Lüscherz

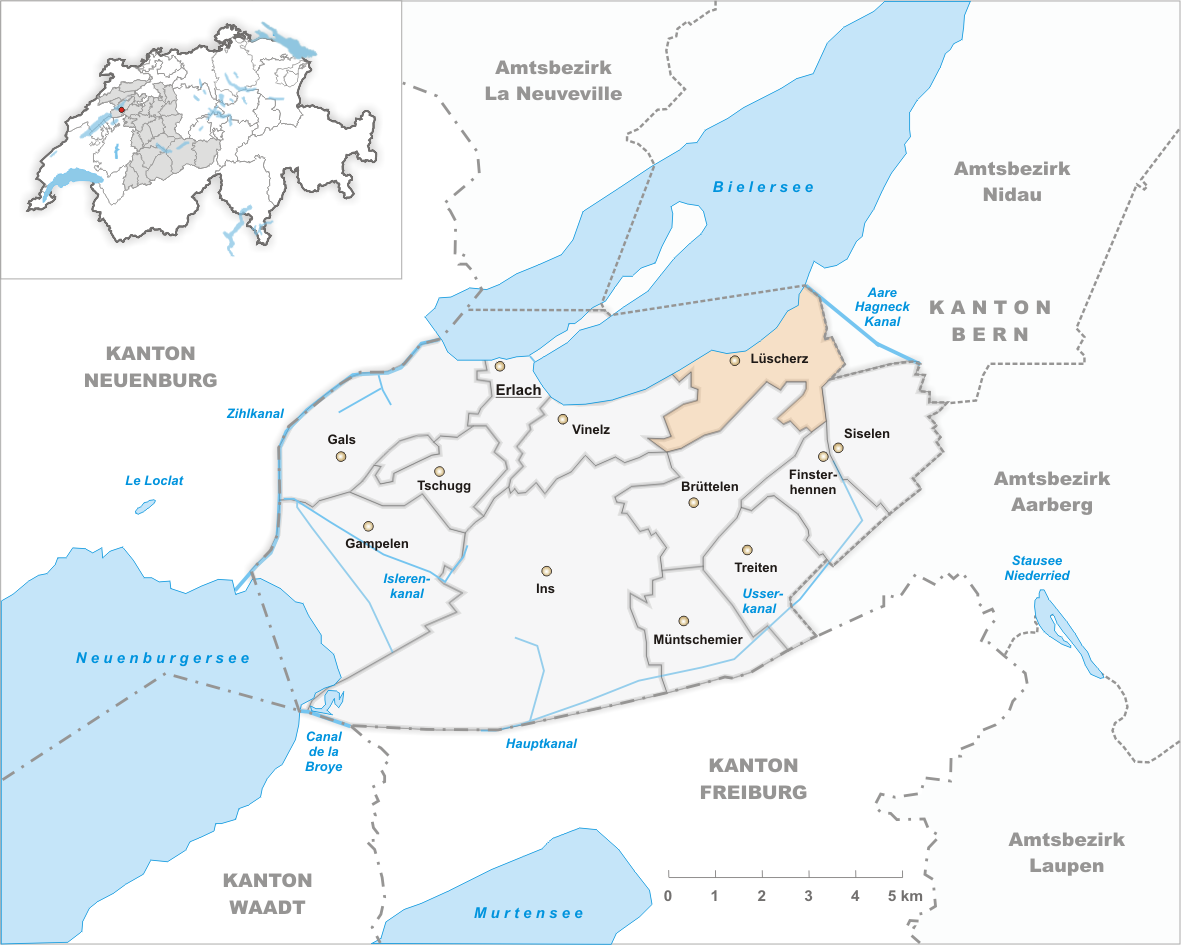
Karte

Das Pfahlbaumuseum Lüscherz ist ein archäologisches Museum am Bielersee in der Gemeinde Lüscherz im Verwaltungskreis Seeland des Kantons Bern in der Schweiz. Es präsentiert archäologische Funde aus Feuchtbodensiedlungen der Stein- und Bronzezeit.

## Geschichte
Die Seeufersiedlungen von Lüscherz sind seit Mitte des 19. Jahrhunderts bekannt. Anlässlich der 1. Juragewässerkorrektion besserten die Bauern und Fischer der Gegend ihre Einkünfte auf, indem sie am Ufer gesammelte Fundstücke auf dem Markt von La Neuveville verkauften. Das 1873 in Kraft getretene erste Gesetz gegen die Zerstörung der Seeufersiedlungen unterband zwar den Handel, aber noch bis in jüngste Zeit wurde das Seeufer von Sammlern ausgebeutet. Archäologische Grabungen fanden 1937 und 1954 statt. Seitdem ist bekannt, dass die Seeufersiedlungen nicht nur durch Bauten entlang des Ufers, sondern auch durch natürliche Bodenerosionen einer ständigen Gefahr ausgesetzt sind. Anlegen von Schilfgürteln oder anderen natürlichen Hindernissen oder Bedecken der Kulturschichten mit Kies sind die heute zum Schutz der Reste ergriffenen Massnahmen.
Der Sammler Hans Iseli machte es sich zum Lebenswerk, die am Ufer angespülten Gegenstände zu sammeln. Auf diese Weise entstand eine einzigartige Kollektion, welche im Pfahlbaumuseum im Untergeschoss der Gemeindeverwaltung zu besichtigen ist.
Das Pfahlbaumuseum informiert auch zu den Themen Senkung des Grundwasserspiegels infolge der Juragewässerkorrektionen, prähistorische Seeufersiedlungen, Technologien in Verbindung mit Landwirtschaft und Viehzucht, Pfahlbauweise und Alltag in der Stein- und in der Bronzezeit.